# Wohin und zurück - Teil 3: Welcome in Vienna
Wohin und zurück - Teil 3: Welcome in Vienna é um filme de drama austríaco de 1986 dirigido e escrito por Axel Corti e Georg Stefan Troller. Foi selecionado como representante da Áustria à edição do Oscar 1987, organizada pela Academia de Artes e Ciências Cinematográficas.

## Elenco
- Gabriel Barylli - Freddy Wolf
- Nicolas Brieger - Sgt. Adler
- Claudia Messner - Claudia
- Karlheinz Hackl - Treschensky
- Joachim Kemmer - Lt. Binder
- Hubert Mann - Capt. Karpeles
- Liliana Nelska - russa
- Kurt Sowinetz - Stodola